# Шаан
Шаан (на немски: Schaan) е град и община в западната част на Лихтенщайн. Разположен е в долина около горното течение на река Рейн. Първите сведения за града датират от 850 г. Има жп гара. Шаан е най-големият град в Лихтенщайн. Население 5690 жители към 31 декември 2007 г.

## Известни личности
Родени в Шаан
- Ирен Ниг (р. 1955), писателка